# جائزة أوروبا الكبرى 1996
جائزة أوروبا الكبرى 1996 هو سباق فورمولا 1
أقيم بتاريخ 28 أبريل 1996 في حلبة نوربورغرينغ، ألمانيا، وأحد سباقات بطولة العالم لسباقات الفورمولا واحد موسم 1996، وكان أول المنطلقين دامون هيل.
فاز بالمركز الأول  جاك فيلنوف، وكان صاحب أسرع لفة دامون هيل.